# Gelting
Gelting (på ældre dansk Gjelting) er en landsby og kommune beliggende ved Flensborg Yderfjord (Gelting Bugt) nord for Kappel i det østlige Angel i Sydslesvig. Administrativt hører kommunen under Slesvig-Flensborg kreds i den nordtyske delstat Slesvig-Holsten. Kommunen samarbejder med nabokommunerne i Gelting Bugt kommunefællesskab (Amt Geltinger Bucht). I kirkelig henseende hører kommunen under Gelting Sogn, mindre dele (Paddeborg) under Eskris Sogn. Gelting Sogn lå i den danske tid indtil 1864 i Kappel Herred (oprindelig Ny Herred, Flensborg Amt, Sønderjylland).

## Historie
Gelting blev første gang nævnt i Valdemars jordebog fa 1231 som Gyaelting. Navnet betegnede oprindeligt et stort område i det østlige Angel . Stednavneendelse på -ing er fællesgermansk og menes at stamme fra anglerne . Den nuværende by Gelting er efterhånden vokset sammen med den tidligere landsby Sønderballe (Süderballig). I 1938 blev Katrød/Katryd, Lebæk og Vakkerballe indlemmet i Gelting kommune, 1970 fulgte Stenderup. kommunen har nu omtrent 2000 indbyggere.
Byens kirke (Katarinkirke) er en murstenkirke fra 1300. Der findes en stor herregård i kommunen, Gelting Gods, der kendes siden 1231.
Mellem Geltings indre by og Nordskov ligger en høj, Basborrehøj, hvor der efter sagnet skal have stået en borg, der er fundet forskellige gamle stenredskaber i samme.
Kirkebogen viser, at den nuværende husgruppe Naldhoved (på dansk også Nadelhoved) nedlagdes som landsby i 1703 og erstattedes af en avlsgård.
Gelting er nævnt i folkesagnet om djævelen, som ville tage en ung karl i klokkehuset ved kirken. Djævelen fik dog ingen magt over ham, hvorefter han udbrød: Æ vild' nok hiilp dæ nier æ di helle ting; men æ hær ingen ti', æ skal te Vakkerballe..

## Geografi
I omegenen af Gelting by strækker sig flere højdredrag i retning fra sydøst til nordvest. Jordbunden består af leret agerland og tørveagtige enge. Landet er i det hele taget frugtbar. Nord for byen munder Gelting Å (Knor Å) og Bobæk (Stenderup Å) ud i Gelting Nor.
Til kommunen hører også Basrød (Bassrott), Blegmark (Bleicherfeld), Bosig eller Bosing (Bosiek), Bøgerød (på dansk også Bøgeroj, Bücherott), Dystnæshøj (Düstnishy), Freienwille, Gammelløk (Gammellück), Guldhoved eller Goldhøft (Goldhöft) med Guldhovedknub, Gyholt (Güholz), Grøftled (Grüftheck), Grønkobbel (Grünkoppel), Gårdvang (på dansk også Gaardvang,  Garwang), Hellert med Hellertbusk, Holmkjær (Holmkier), Højbrohøj (Hebrohy), Katrød (Kattrott), Knor, den ved Lebæk Å beliggende landsby Lebæk (Lehbek) med Lebækseng (Lehbekwiese), Naldhoved (også Nadelhoved, Nadelhöft), Overkobbel (Oberkoppel), Paddeborg eller Patborg (Pattburg), Pilsrød (Pelsrade), Stenderup, Stenderupmark (Stenderupfeld), Tvigaard (på tysk til Twiestraße), Udmark (Ohrfeld) og Vakkerballe (Wackerballig) samt skovområder Holmkjær (Holmkier) og Nordskov (Nordschau eller Grahlenstein, beliggende nord for Vakkerballe). Nordskov kaldes på tysk også for Grahlenstein. Stednavnet stammer fra den forhenværende gård Nordskov, som i 1852 købtes af en indvandret tysker ved navn de Grahl, som søgte den danske regering om tilladelse til at kalde gården for Grahlenstein. Ved Vakkerballe munder Gaardvang Å ud i Østersøen, ved Nordskoven Bobækken.
Tæt ved byen ligger det naturfredede område Gelting Birk. Indtil 30. juni 1999 var der færgeforbindelse til Gelting fra Faaborg.

### Geltingskov
Området mellem Gelting, Kappel og øen Gode var oprindelig dækket af tæt skov. Skoven blev omtalt som Silva Geltinga (Geltingskov) og var dansk krongods. Arealet blev i middelalderen anvendt som kongelig jagtdistrikt. I 1736 overgik området i Ahlefeldt-slægtens eje. I 1736 kom området igen under den danske krone.

## Billeder
- Gelting gods
- Gelting kirke
- Kirkens indre
- Klokkestabelen